# Симпсоны (сезон 16)
Шестнадцатый сезон мультсериала «Симпсоны» транслировался с 7 ноября 2004 по 15 мая 2005 года на телеканале «Fox».

## Список серий
| № общий | № в сезоне | Название                                                                                | Режиссёр           | Автор сценария     | Дата премьеры   | Произв. код | Зрители в США (млн) |
| --- | ---------- | --------------------------------------------------------------------------------------- | ------------------ | ------------------ | --------------- | ----------- | ------------------- |
| 336 | 1          | «Дом ужасов 15» «Treehouse of Horror XV»                                                | Дэвид Силверман    | Билл Оденкерк      | 7 ноября 2004   | FABF23      | 11,29               |
| «The Ned Zone» (с англ. — «Нед сказал «Нет»») — Гомер случайно бьёт по голове Фландерса шаром для боулинга, после чего у Неда открывается дар видеть будущие смерти людей. «Four Beheadings with a Funeral» (с англ. — «Четыре смерти и одни похороны») — Жители Спрингфилда оказываются в роли жителей Лондона времен 1890 года, когда свирепствовал убийца с бакенбардами. «In the Belly of the Boss» (с англ. — «В брюхе босса») — Профессор Фринк уменьшает пожизненную дозу витаминов, в которую попала Мэгги. Эту капсулу принимает мистер Бёрнс. Симпсоны становятся бионавтами. |            |                                                                                         |                    |                    |                 |             |                     |
| 337 | 2          | «Война духовок» «All’s Fair in Oven War»                                                | Марк Киркленд      | Мэтт Сэлман        | 14 ноября 2004  | FABF20      | 11,64               |
| Мардж хочет переконструировать свою кухню. Новая кухня побуждает её приготовить кое-что для церкви, что имеет большой успех. Нед предлагает, чтобы она участвовала в Конкурсе на лучший пирог. Собака портит десерт в самом разгаре соревнований. И десерт отдали коту, то есть свинье. Приглашённые звезды: Джеймс Каан и Томас Пинчон |            |                                                                                         |                    |                    |                 |             |                     |
| 338 | 3          | «В постели с врагом» «Sleeping with the Enemy»                                          | Лорен МакМаллан    | Джон Витти         | 21 ноября 2004  | FABF19      | 9,95                |
| Одноклассницы дразнят Лизу из-за её фигуры. Барт получает сто баллов за школьный тест и требует обещанную за это вечеринку. Когда Мардж обнаруживает, что Барт и Лиза избегают её постоянной заботы, она направляет её остатки на Нельсона. |            |                                                                                         |                    |                    |                 |             |                     |
| 339 | 4          | «Она была моей подругой» «She Used to Be My Girl»                                       | Мэттью Настук      | Тим Лонг           | 5 декабря 2004  | FABF22      | 10,81               |
| Мардж узнает в телевизионном репортере новостей старую школьную знакомую Хлою. Достижения Хлои приводят в восторг Лизу. Мардж не отпускает Лизу на женскую конференцию ООН в столицу. |            |                                                                                         |                    |                    |                 |             |                     |
| 340 | 5          | «Толстяк и малыш» «Fat Man and Little Boy»                                              | Майк Андерсон      | Джоэль Х. Коэн     | 12 декабря 2004 | FABF21      | 10,31               |
| Барт теряет свой последний молочный зуб, зубная фея оставляет примечание под его подушкой, говоря, что пожертвование было сделано на его имя к милосердию. Мардж намекает, что потеря последнего молочного зуба означает, что Барт больше не мальчик. Однако Барт не может принять новый статус «мужественности». Гомер, уволенный с работы, смотрит документальный фильм про львов и отмечает, что, когда «первый мужчина» заменён Бартом как добытчик денег, он может заняться вторым ребёнком. Помогает Лизе с её научным проектом — моделью первого ядерного реактора, превращая его в рабочую модель, полную плутония. Приглашённая звезда: Эрик Айдл |            |                                                                                         |                    |                    |                 |             |                     |
| 341 | 6          | «Полуночный приём» «Midnight Rx»                                                        | Нэнси Круз         | Марк Уилмор        | 16 января 2005  | FABF16      | 8,11                |
| Мистер Бёрнс аннулирует план отпуска лекарств по рецепту за счёт кампании. Гомер рождает план: получить поддельное удостоверение личности гражданина Канады, поехать в Канаду, купить дешёвые лекарства и контрабандой ввезти их в США. Другие компании следуют примеру Бёрнса. Дед, Нед и Апу присоединяются к Гомеру в его следующей поездке. |            |                                                                                         |                    |                    |                 |             |                     |
| 342 | 7          | «Пивная мамочка» «Mommie Beerest»                                                       | Марк Киркленд      | Майкл Прайс        | 30 января 2005  | GABF01      | 9,97                |
| Когда санитарный инспектор, старый друг Мо, умирает, его заменяют более жёстким инспектором, который закрывает бар, и требует, чтобы Мо исправил найденные нарушения. Гомер решает повторно заложить свой дом, чтобы заплатить за ремонт бара Мо. Мардж узнает об этом, она становится деловым партнёром Мо, и решает превратить бар в британский паб с названием «Хорек и Ослица», который начинает пользоваться успехом. |            |                                                                                         |                    |                    |                 |             |                     |
| 343 | 8          | «Гомер и Аве Мария Неда» «Homer and Ned’s Hail Mary Pass»                               | Стивен Дин Мур     | Тим Лонг           | 6 февраля 2005  | GABF02      | 23,07               |
| Гомер обыгрывает Барта в карнавальной игре и исполняет танец победы, который записывают на видео и выкладывают в Интернете. Видео вызывает интерес у профессионального футбольного игрока, он нуждается в танце последнего зона. Гомер соглашается, но у него нет никаких идей, он идёт в церковь, чтобы получить божественное вдохновение. Приглашённые звезды: Том Брэди, Уоррен Сапп, Леброн Джеймс, Яо Мин и Мишель Кван |            |                                                                                         |                    |                    |                 |             |                     |
| 344 | 9          | «Шутник — рэпер» «Pranksta Rap»                                                         | Майк Андерсон      | Мэтт Сэлман        | 13 февраля 2005 | GABF03      | 8,01                |
| Мардж запрещает Барту идти на рэп-концерт, но Барт уходит, оставляя дома записку о том, что его якобы похитили. Шеф Виггам решает распутать дело о похищении Барта. За телефоном Симпсонов устанавливают прослушку. Во время разговора с псевдопохитителем Виггам отчетливо узнает на заднем плане хлопающий звук невероятно дешёвой марки попкорна, который покупают только 2 человека: он сам и Кирк Ванхуттен. Шеф арестовывает Кирка Ван Хуттена, чью квартиру Барт использовал как секретное место. Кирк принимает участь с радостью, так как тюремная камера чище его квартиры, и в тюрьме трехразовое бесплатное питание. Все счастливы, особенно новый Комиссар полиции Виггам, все, кроме Лизы, которая и открывает правду. Приглашённая звезда: 50 Cent |            |                                                                                         |                    |                    |                 |             |                     |
| 345 | 10         | «Кое-что о свадьбе» «There’s Something About Marrying»                                  | Нэнси Круз         | Дж. Стюарт Бернс   | 20 февраля 2005 | GABF04      | 10,39               |
| Странствующий репортер из телешоу попадает в Спрингфилд и ставит городу самый низкий рейтинг туристической привлекательности. Лиза предлагает разрешить однополые браки (исправить ситуацию). Когда преподобный Лавджой отказывается регистрировать такие браки, Гомер, узнав, вступает в Епископальную церковь и получает сан рукоположённого священника заочно. Петти признается, что она лесбиянка и хочет жениться на женщине. |            |                                                                                         |                    |                    |                 |             |                     |
| 346 | 11         | «Ясным днём я не могу увидеть свою сестру» «On a Clear Day I Can’t See My Sister»       | Боб Андерсон       | Джефф Вестбрук     | 6 марта 2005    | GABF05      | 10,39               |
| На экскурсии в Спрингфилдском леднике Барт ворует у Лизы портативное радио. Лиза обращается в суд, и он приговаривает Барта держаться на расстоянии 20 футов от неё, Барт будет жить в палатке возле дома, а школу посещать только в лачуге садовника Вилли. Мардж просит судью смягчить приговор, Барт позволяет себе неуместное замечание, и судья выносит приговор — 200 футов, то есть Барт будет жить в лесу за домом. Приглашённая звезда: Гэри Бьюзи |            |                                                                                         |                    |                    |                 |             |                     |
| 347 | 12         | «Сельма Симпсон» «Goo Goo Gai Pan»                                                      | Лэнс Крамер        | Дана Гулд          | 13 марта 2005   | GABF06      | 10,28               |
| Во время сдачи мистером Бёрнсом экзамена на вождение у Сельмы случается вспышка перед глазами. Доктор Хибберт объясняет Сельме, что у неё началась менопауза. Сельма решает завести ребёнка, чтобы не состариться в одиночестве. Ей советуют усыновление, но Спрингфилдский приют пуст. Лиза предлагает удочерить девочку из Китая. Китайское правительство разрешает усыновление только для женатых пар. Сельма записывает в качестве мужа Гомера и Симпсоны едут в Китай. Приглашённые звезды: Люси Лью и Роберт Вагнер |            |                                                                                         |                    |                    |                 |             |                     |
| 348 | 13         | «Мобильный Гомер» «Mobile Homer»                                                        | Раймонд Перси      | Тим Лонг           | 20 марта 2005   | GABF07      | 8,49                |
| Когда Гомера в очередной раз чуть не убивает дверью гаража, Мардж предлагает ему застраховаться от несчастного случая. Мардж начинает экономить деньги на чёрный день, но Гомер тратит сбережения на аванс за автофургон. Мардж перестает разговаривать с Гомером, и он приглашает к себе других владельцев фургонов, которые заполняют весь двор. |            |                                                                                         |                    |                    |                 |             |                     |
| 349 | 14         | «Тюремная крыса» «The Seven-Beer Snitch»                                                | Мэттью Настук      | Билл Оденкерк      | 3 апреля 2005   | GABF08      | 7,48                |
| Когда Симпсоны посещают мюзикл в Шелбивилле, Мардж предлагает построить концертный зал в Спрингфилде. Но выясняется, что никто в городе не любит классическую музыку. Здание продают мистеру Бёрнсу, который превращает его в тюрьму. Первым заключённым становится Гомер за «злоупотребление мусором», когда пять раз пинал пивную банку. Тем временем Барт и Лиза выясняют, что у Снежка II есть тайная вторая семья. Приглашённые звезды: Фрэнк Гери и Чарльз Напье |            |                                                                                         |                    |                    |                 |             |                     |
| 350 | 15         | «Драма будущего» «Future-Drama»                                                         | Майк Андерсон      | Мэтт Сэлман        | 17 апреля 2005  | GABF12      | 8,31                |
| Во время очередного противостояния Барт и Лиза натыкаются в подвале на Профессора Фринка. Он усовершенствовал науку предсказания будущего через астрологию. Он показывает им мельком Спрингфилд «Через восемь лет, начиная со вторника». Лиза не только получает высшее образование в 16 лет, но и поступает в Йельский университет, при помощи Бёрнса, который был наказан за то, что отменил рождество. Когда Барт спасает мистера Бёрнса от грабежа, Бёрнс даёт Барту шанс поступить в институт, отдавая ему шанс Лизы. Приглашённые звезды: Эми Полер и Джон ДиМаджио |            |                                                                                         |                    |                    |                 |             |                     |
| 351 | 16         | «Не бойтесь кровельщика» «Don’t Fear the Roofer»                                        | Марк Киркленд      | Кевин Каран        | 1 мая 2005      | GABF10      | 11,92               |
| В Спрингфилде идёт дождь, и крыша дома Симпсонов протекает. Гомер принимает единственно верное решение — переждать в кабаке Мо. Там он портит сюрприз для Ленни, когда садится на торт в виде стула, и его выгоняют. Гомер едет в бар Knockers, где встречает такого же одиночку Рэя, который оказывается кровельщиком. Но выясняется, что никто, кроме Гомера, не видел Рэя, и весь ремонт Гомер сделал сам. Мардж и доктор объявляют Гомера безумным. Приглашённые звезды: Рэй Романо и Стивен Хокинг |            |                                                                                         |                    |                    |                 |             |                     |
| 352 | 17         | «Ребёнок с разбитым сердцем» «The Heartbroke Kid»                                       | Стивен Дин Мур     | Иан Макстон-Грэхэм | 1 мая 2005      | GABF11      | 10,79               |
| Большой день в Спрингфилдской начальной школе: объявляют конкурс на лучший торговый автомат. Побеждает Scammer & Z-Dog. Лиза обнаруживает, что закуски напичканы всем от гидрогенизированной нефтяной смазки до частично-обедненного плутония, но её протесты никто не слушает. От такой еды Барт становится жирным, и его посылают в дорогой лагерь для похудения. Гомер и Мардж вынуждены сдать часть дома немецким студентам, чтобы расплатиться с долгами. Приглашённая звезда: Альберт Брукс |            |                                                                                         |                    |                    |                 |             |                     |
| 353 | 18         | «Оборванная звезда» «A Star Is Torn»                                                    | Нэнси Круз         | Кэролин Омайн      | 8 мая 2005      | GABF13      | 8,72                |
| Симпсоны идут за покупками в магазин, но попадают на трехчасовое ограбление. Чтобы не отвлекать грабителей, они покупают продукты у фермеров с лотка, от которых всех дома тошнит. Лиза поет для семьи песню Пересмешника, которая становится настолько успешной, что её решают выставить на соревнование. Приглашённая звезда: Фантазия Баррино |            |                                                                                         |                    |                    |                 |             |                     |
| 354 | 19         | «Слава богу, это конец света» «Thank God, It’s Doomsday»                                | Майкл Мэркантел    | Дон Пейн           | 8 мая 2005      | GABF14      | 10,05               |
| Барт, Лиза и Гомер пошли в кино, где показывали фильм о конце света. После простых расчётов Гомер выясняет, что конец света наступит через неделю. Но никто не верит ему, до тех пор, пока он не предсказывает, что «звезды упадут на Землю» и в это время на город падает дирижабль со звездами-знаменитостями. У Гомера появляются последователи, которые бросают его, когда конца света не наступает. |            |                                                                                         |                    |                    |                 |             |                     |
| 355 | 20         | «Дом далеко от Гомера» «Home Away From Homer»                                           | Боб Андерсон       | Джоэль Х. Коэн     | 15 мая 2005     | GABF15      | 8.17                |
| С тех пор как открылся Лефмарт, магазин Неда Лефториум приносит меньше прибыли. Мардж предлагает ему сдать одну из комнат в доме. Нед сдает помещение двум девочкам из местного колледжа. Однако они имеют ещё одно занятие помимо учебы — вебкамера в спальне, что вскоре становится хитом в городе. После того как Мардж открывает глаза Неду, он понимает, что не может больше никому доверять в городе, и решает переехать в Хамблтон, Пенсильвания. Приглашённая звезда: Джейсон Бейтман |            |                                                                                         |                    |                    |                 |             |                     |
| 356 | 21         | «Отец, сын и святая приглашённая звезда» «The Father, The Son, and The Holy Guest Star» | Майк Фрэнк Полчино | Мэтт Уорбёртон     | 15 мая 2005     | GABF09      | 9,69                |
| Барт шутит на Средневековом фестивале и его направляют в католическую школу. Единственный человек, проявивший интерес к Барту — Отец Шон. Он показывает ему житие святых в виде комиксов. Мардж боится, что Барт превратится в католика, и просит Гомера наставить сына на путь истинный. Приглашённая звезда: Лиам Нисон |            |                                                                                         |                    |                    |                 |             |                     |